# Історичні наукові товариства
Істори́чні науко́ві товари́ства — одна з форм організації історичної науки (див. Інституціоналізація історичної науки). Виникнення їх було пов'язане з утвердженням наприкінці XVIII ст. академічного статусу історичних досліджень. За новими канонами продукування історичних знань потребувало розгалуженої мережі архівів, бібліотек, університетів та фахових об'єднань (асоціацій) істориків. Останні відігравали поліфункціональну роль:
- спільна розробка групами науковців дослідницьких проблем, окреслених національними, регіональними або предметно-дисциплінарними межами;
- архівна евристика, систематичне впорядкування архівів, бібліотек та музеїв, публікація архівних джерел (серійні видання документів, періодичні видання, неперіодичні збірники; заснування друкарень і видавництв та ін.);
- проведення польових археологічних та етнографічних досліджень, статистичних, економічних, географічних і демографічних обстежень і тому подібного;
- фахова підготовка професійних істориків, які проходили неформальний вишкіл на семінарах, засіданнях історичних наукових товариств (доповіді, реферати, диспути), а також брали участь у науково-дослідних проєктах цих інституцій;
- популяризація історичних знань;
- культурні та просвітницькі функції (музейництво, охорона пам'яток, залучення громадськості до вивчення місцевих старожитностей та історії регіону, до проведення культурно-освітніх та ін. акцій).

На українських землях, що перебували в складі Російської імперії та Австрії (з 1867 — Австро-Угорщина), історичні наукові товариства виникли в 1830–1840-х роках. Первісно вони були об'єднаннями не тільки професійних дослідників, а й істориків-аматорів та дослідників з інших соціогуманітарних дисциплін за участю або під зверхністю місцевих представників імперської влади. Від самого початку виникло дві організаційні форми історичних наукових товариств:
- асоціації дослідників для вивчення історії регіонів (Одеське товариство історії та старожитностей, 1839);
- інституції археографічно-архівного спрямування, що створювалися під егідою місцевої влади (Тимчасова комісія для розбору давніх актів при київському, волинському і подільському генерал-губернаторі; див. Київська археографічна комісія).

Українські вчені брали активну участь у роботі російських історичних наукових товариств, зокрема, Осип Бодянський був секретарем Московського товариства історії та старожитностей і редактором «Чтений…» цього товариства, де було надруковано низку праць і матеріалів з української історії, в тому числі «Історія Русів» (1846). Дещо пізніше з'являється третя форма історичних наукових товариств — з широкою проблематикою досліджень, провідні позиції в них посіли університетські вчені та науковці з вищих шкіл (Історичне товариство Нестора-літописця, Церковно-історичне та археологічне товариство при Київській духовній академії (обидва 1872; див. Церковно-історичні товариства), Історико-філологічне товариство при Харківському університеті, Історико-філологічне товариство при Імператорському Новоросійському університеті, Історико-філологічне товариство при Історико-філологічному інституті князя Безбородька в Ніжині). У першій половині 1870-х років важливу роль в організації українських учених, які вивчали географію, етнографію, економіку, статистику та історію України, відіграв Південно-Західний відділ Російського географічного товариства. Зі спробами модернізації російського суспільства 1860–1880-х років та з розбудовою архівної справи в Російській імперії пов'язане створення губернських учених архівних комісій, первісним призначенням яких були впорядкування та систематизація губернських архівів, але згодом вони поширили свою діяльність на дослідження історії регіонів. У Наддніпрянській Україні губернські вчені архівні комісії функціонували в Таврійській (Сімферополь, 1887), Чернігівській (1896), Херсонській (1898), Катеринославській, Полтавській (обидві 1903), Київській (1914), Харківській (1915) губерніях. Їхня діяльність регламентувалася «Положенням про губернські історичні архіви та вчені архівні комісії» від 13 квітня 1884 року. Попечителем кожної з комісій був місцевий губернатор, а склад формувався з місцевих чиновників, духовенства, письменників, науковців та інших. Місцево-регіональну спрямованість мали Подільське єпархіальне історико-археологічне товариство в Кам'янці-Подільському (1903), Товариство прихильників української науки, літератури і штуки у Львові та інші.
Наприкінці XIX — початку XX століття виникають загальнонаціональні наукові товариства, що розробляли дослідницьку проблематику в розрізі багатьох наукових дисциплін та галузей як соціогуманітарних, так і природничих, фізико-математичних та інших. У рамках таких товариств діяли історичні секції. Загальнонаціональними товариствами стали: Наукове товариство імені Шевченка у Львові (1873–1892 — Літературне, а з 1892 — Наукове товариство), Українське наукове товариство в Києві. Ці товариства були, по суті, прообразами майбутньої академії наук. Українські вчені брали також активну участь у діяльності російських історичних наукових товариств, у тому числі Московського та Російського археологічних товариств, Воєнно-історичного товариства, яке мало свої відділення в Києві й Одесі, та інших.
Після поразки української революції 1917—1921 років переважна більшість історичних наукових товариств припинили своє існування. Проте протягом 1920-х років відбувається певна активізація діяльності історичних наукових товариств. Частина з них функціонувала при ВУАН (Історичне товариство Нестора-літописця, Українське наукове товариство, Товариство прихильників української історії, писемності та мови в Петрограді (1921; див. Товариство дослідників української історії, писемності та мови в Ленінграді) та ін.), але вони поступово втрачали своє значення фахових асоціацій дослідників і перетворювалися на звичайні структурні одиниці в системі ВУАН (нині Національна академія наук України) чи вищої школи. На листопадовій (1929) сесії ВУАН за пропозицією наркома освіти М. Скрипника було ухвалено рішення про ліквідацію наукових товариств у системі ВУАН. Частина з них була ліквідована, а інші в процесі реорганізації ВУАН були приєднані до існуючих або новоутворених НДІ. Наприкінці 1920-х — поч. 1930-х років припинили свою діяльність й історичні наукові товариства при установах вищої школи. З приєднанням Західної України до СРСР подібна доля спіткала й тамтешні історичні наукові товариства, зокрема Наукове товариство Шевченка, яке в січні 1940 року ліквідували, а майно передали до АН УРСР.
Низку нових історичних наукових товариств створили українські вчені на еміграції та в діаспорі: Українське історично-філологічне товариство (1923), Українське воєнно-історичне товариство (засноване 1920, поновлене у 1925–1926 роках), Українське генеалогічно-геральдичне товариство (1963), Українське історичне товариство (1965) та ін. 1947 року в еміграції відновило свою діяльність Наукове товариство Шевченка.
З розпадом СРСР упродовж 1990-х років поновили або поширили діяльність в Україні історичні наукові товариства, які функціонували на еміграції та в діаспорі (Наукове товариство Шевченка, Українське історичне товариство та інші). Одночасно виникло кілька інших фахових об'єднань істориків, які здебільшого мають регіональне або фахово-дисциплінарне спрямування.